# Orce
Orce település Spanyolországban, Granada tartományban. Orce Galera, Huéscar, Puebla de Don Fadrique, María, Chirivel és Cúllar községekkel határos. Lakosainak száma 1148 fő (2024).

## Népesség
A település népessége az elmúlt években az alábbi módon változott:
| Lakosok száma | 1425 | 1360 | 1387 | 1333 | 1321 | 1264 | 1220 | 1190 | 1192 | 1148 |
|               | 2001 | 2004 | 2006 | 2009 | 2011 | 2014 | 2016 | 2019 | 2021 | 2024 |